# 41 minut
41 minut (2024) je desáté oficiálně vydané řadové album skupiny Květy. Vyšlo u Polí5 a obsahuje 10 písniček, které jsou autorským dílem frontmana kapely Martina Kyšperského, pod aranžemi písní je podepsána celá kapela. Smyčce napsal Ondřej Kyas. Grafiku alba vytvořil Jakub Horský, na obalu alba jsou použity fotografie Martiny Morávkové.
Před vydáním alba bylo možné jeho vznik podpořit na platformě Donio.
První písničkou na albu je singl Padre Pio, ke kterému vznikl i videoklip, písnička odkazuje ke svatému Piovi z Pietrelciny.

## Seznam písní
1. Padre Pio – 4:59
2. Paní z kanceláře – 3:36
3. Dům, ve kterém bydlela Dora – 4:29
4. Jsou dny – 3:58
5. Ondatra – 3:50
6. Mravenci – 4:19
7. Berlioz – 5:35
8. Kožich – 3:49
9. Narozeniny – 2:43
10. Pojď blíž – 4:23

## Obsazení
- Květy
  - Martin Evžen Kyšperský – zpěv, kytary
  - Aleš Pilgr – bicí, perkuse, ukulele, zpěv
  - Ondřej Kyas – kytary, klávesy, zpěv
  - Jiří Habarta – baskytara, klávesy, slide kytara, perkuse
- hosté
  - Petr Venkrbec – saxofon
  - Pavel Rajmic – housle
  - Veronika Anna Dvorská – zpěv